# Discografia di Jeff Buckley

## Album

### Album in studio
| Anno | Dettagli                                                                                        | Classifiche | Classifiche | Classifiche | Classifiche | Classifiche | Classifiche | Classifiche | Classifiche | Classifiche | Classifiche | Classifiche | Classifiche | Classifiche | Certificazione                                           |
| Anno | Dettagli                                                                                        | US          | US Heat     | AUS         | BEL F       | CAN         | FRA         | GER         | IRL         | NLD         | NZL         | SWE         | UK          |             | Certificazione                                           |
| ---- | ----------------------------------------------------------------------------------------------- | ----------- | ----------- | ----------- | ----------- | ----------- | ----------- | ----------- | ----------- | ----------- | ----------- | ----------- | ----------- | ----------- | -------------------------------------------------------- |
| 1994 | Grace - Pubblicato: 23 agosto 1994 - Etichetta: Columbia Records                                | 149         | 5           | 9           | 39          | 67          | 47          | —           | —           | —           | —           | —           | —           | 50          | - US: Oro - AUS: 6x Platino - FRA: Platino - EU: Platino |
| 1998 | Sketches for My Sweetheart the Drunk - Pubblicato: 26 maggio 1998 - Etichetta: Columbia Records | 64          | —           | 1           | 13          | —           | 6           | 93          | —           | 62          | 10          | 7           | 29          | 7           | - AUS: Oro                                               |

### Raccolte
| Anno | Dettagli                                                                                              | Classifiche | Classifiche | Classifiche | Classifiche | Classifiche | Classifiche | Classifiche | Classifiche | Classifiche | Classifiche | Classifiche | Classifiche | Classifiche | Certificazione        |
| Anno | Dettagli                                                                                              | US          | US Heat     | AUS         | BEL F       | CAN         | FRA         | GER         | IRL         | NLD         | NZL         | SWE         | UK          |             | Certificazione        |
| ---- | --- | ----------- | ----------- | ----------- | ----------- | ----------- | ----------- | ----------- | ----------- | ----------- | ----------- | ----------- | ----------- | ----------- | --------------------- |
| 2002 | Songs to No One 1991-1992 - Pubblicato: 15 ottobre 2002 - Etichetta: Circus Records, Knitting Factory | —           | 21          | —           | —           | —           | 34          | —           | —           | —           | —           | —           | —           | 191         |                       |
| 2007 | So Real: Songs from Jeff Buckley - Pubblicato: 22 maggio 2007 - Etichetta: Columbia Records           | —           | —           | 26          | 29          | 17          | 14          | —           | 1           | 52          | —           | 25          | —           | 16          | - FRA: Oro - IRL: Oro |

### Live
| Anno | Dettagli                                                                         | Classifiche | Classifiche | Classifiche | Classifiche | Classifiche | Classifiche | Classifiche | Classifiche | Classifiche | Classifiche | Classifiche | Classifiche | Classifiche | Certificazione |
| Anno | Dettagli                                                                         | US          | US Heat     | AUS         | BEL F       | CAN         | FRA         | GER         | IRL         | NLD         | NZL         | SWE         | UK          |             | Certificazione |
| ---- | -------------------------------------------------------------------------------- | ----------- | ----------- | ----------- | ----------- | ----------- | ----------- | ----------- | ----------- | ----------- | ----------- | ----------- | ----------- | ----------- | -------------- |
| 2000 | Mystery White Boy - Pubblicato: May 9, 2000 - Etichetta: Columbia Records        | 133         | 12          | 5           | 5           | 95          | 3           | 87          | 13          | 14          | 88          | —           | —           | 8           |                |
| 2001 | Live À L'Olympia - Pubblicato: 3 luglio 2001 - Etichetta: Sony                   | —           | —           | 26          | —           | —           | 22          | —           | —           | —           | —           | —           | —           | —           |                |
| 2009 | Grace Around the World - Pubblicato: 2 giugno 2009 - Etichetta: Columbia Records | 125         | —           | —           | 83          | —           | 187         | —           | —           | —           | —           | —           | —           | —           |                |

### Box set
| Anno | Dettagli                                                                                            |
| ---- | --------------------------------------------------------------------------------------------------- |
| 2002 | The Grace EPs - Pubblicato: 26 novembre 2002 - Etichetta: Columbia Records - Classifiche: #194 (UK) |

## EP
| Anno | Dettagli                                                                                        |
| ---- | ----------------------------------------------------------------------------------------------- |
| 1993 | Live at Sin-é EP - Pubblicato: 23 novembre 1993 - Etichetta: Columbia Records, Big Cat          |
| 1995 | Eternal Life EP - Pubblicato: agosto 1995 - Etichetta: Columbia Records - Classifica: #44 (AUS) |
| 1995 | Live from the Bataclan EP - Pubblicato: ottobre 1995 - Etichetta: Columbia Records              |

## Singoli
| Anno                   | Dettagli                 | Classifica | Classifica | Classifica | Classifica | Classifica | Classifica | Classifica | Classifica | Classifica | Classifica | Classifica | Classifica | Classifica | Classifica | Album                                |
| Anno                   | Dettagli                 | US Alt     | US Dig     | AUS        | AUT        | CAN Dig    | CHE        | EU         | FIN        | IRL        | NLD        | NOR        | NZL        | SWE        | UK         | Album                                |
| ---------------------- | ------------------------ | ---------- | ---------- | ---------- | ---------- | ---------- | ---------- | ---------- | ---------- | ---------- | ---------- | ---------- | ---------- | ---------- | ---------- | ------------------------------------ |
| 1995                   | Grace                    | —          | —          | 89         | —          | —          | —          | —          | —          | —          | —          | —          | —          | —          | —          | Grace                                |
| 1995                   | Last Goodbye             | 19         | —          | 88         | —          | —          | —          | —          | —          | —          | —          | —          | —          | —          | 54         | Grace                                |
| 1996                   | So Real                  | —          | —          | —          | —          | —          | —          | —          | —          | —          | —          | —          | —          | —          | —          | Grace                                |
| 1998                   | Everybody Here Wants You | —          | —          | 35         | —          | —          | —          | —          | —          | —          | —          | —          | —          | —          | 43         | Sketches for My Sweetheart the Drunk |
| 2004                   | Forget Her               | —          | —          | —          | —          | —          | —          | —          | —          | —          | —          | —          | —          | —          | —          | Grace (Legacy Edition)               |
| 2006, 2007, 2008, 2009 | Hallelujah               | —          | 1          | 70         | 55         | 2          | 38         | 10         | 14         | 7          | 3          | 7          | 22         | 5          | 2          | Grace                                |

## Videografia
| Anno | Titolo                                      | Pubblicazione |
| ---- | ------------------------------------------- | ------------- |
| 2000 | Live in Chicago                             | 9 maggio 2000 |
| 2002 | Everybody Here Wants You (documentario BBC) | 2002          |
| 2009 | Grace Around the World                      | 2 giugno 2009 |
| 2009 | Amazing Grace: Jeff Buckley                 | 2 giugno 2009 |